# Secusigiu
Secusigiu là một xã thuộc hạt Arad, România. Dân số thời điểm năm 2002 là 5845 người.